# 列堤頓道

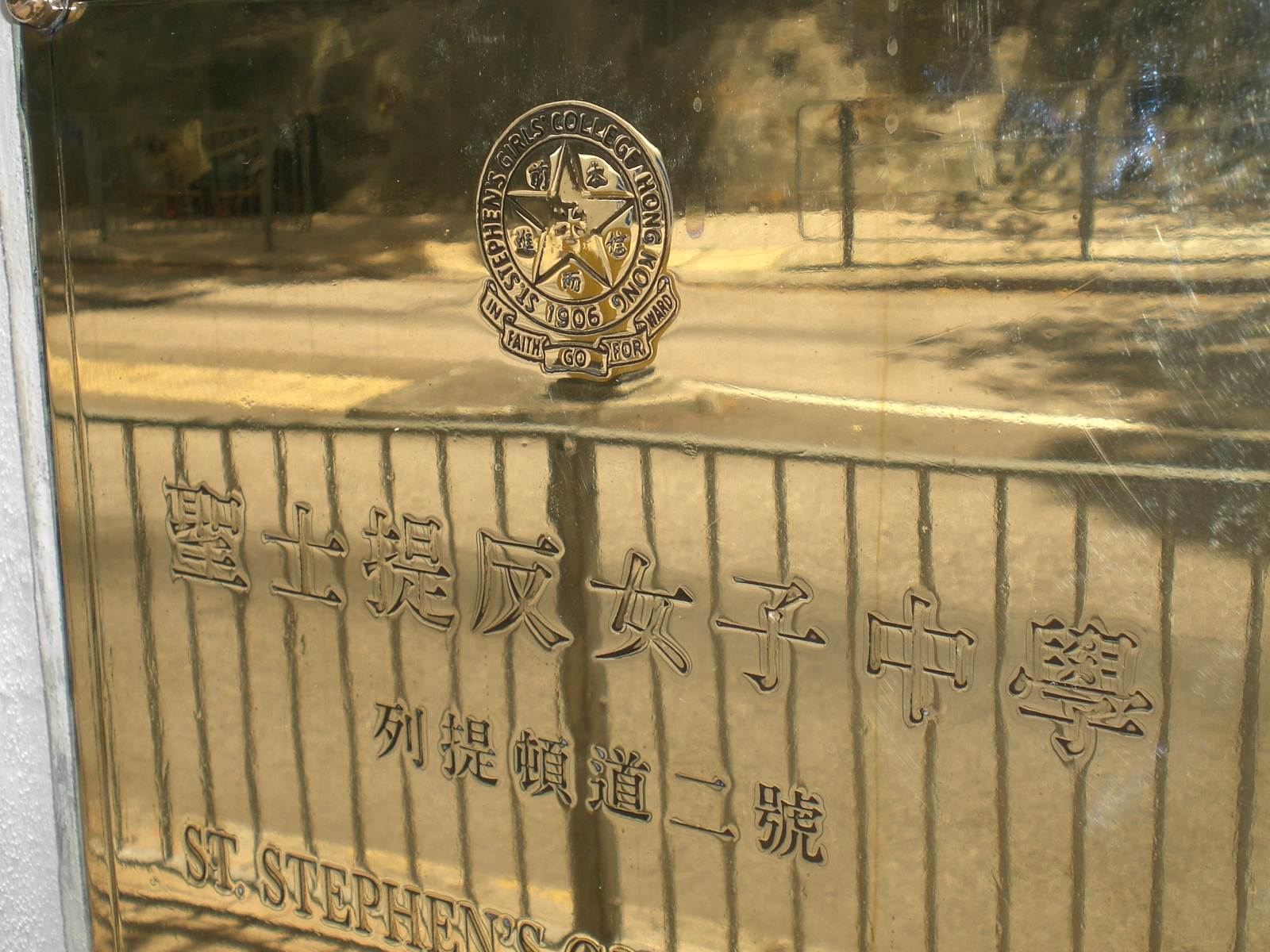
位於列堤頓道2號聖士提反女子中學的門牌號碼

列堤頓道（英語：Lyttelton Road），香港港島半山區的一條街道，位於中西區半山柏道的南方，羅便臣道80號的西方，巴丙頓道的東方。列堤頓道是一條上下山的行車路，鄰近聖士提反女子中學、城西公園、俊傑花園、俊賢花園、嘉和苑、文華大廈、嘉華大廈、福華大廈、慶雲大廈、碧翠園、恆柏園等。

## 歷史
列堤頓道原名下列治文道（Lower Richmond Road）。1904年1月26日，當局將上列治文道併入羅便臣道，同時將下列治文道更改為現名，名稱來自當時的英國殖民地大臣列堤頓（Alfred Lyttelton） 。

## 影視作品
- 電影《志明與春嬌》中，春嬌的前男友家豪就是住在列堤頓道。
- 電視劇《愛·回家之開心速遞》中，「列堤頓道99號」是主要故事背景之一，包括住在6樓A的熊家、4樓B的龍璟風及其他鄰居等，惟現實中列堤頓道最大門牌號碼只到77號，而該大廈之主要取景地點在列堤頓道28-34號文華大廈。該劇人物熊尚善、高栢菲則分別住在列堤頓道1-2號（取景地點：紅磡紅樂道12號海韻軒）的5樓5A、5樓5B，現實中列堤頓道1-2號為聖士提反女子中學校園之一部分。另有虛構之「列堤頓道社區會堂」。
- 電視劇《萬家燈火》中，鄧水喜一家就是住在列堤頓道。

## 鄰近
- 大學道 (香港大學)
- 香港大學

## 交通
- 旭龢道巴士總站